# Forfet

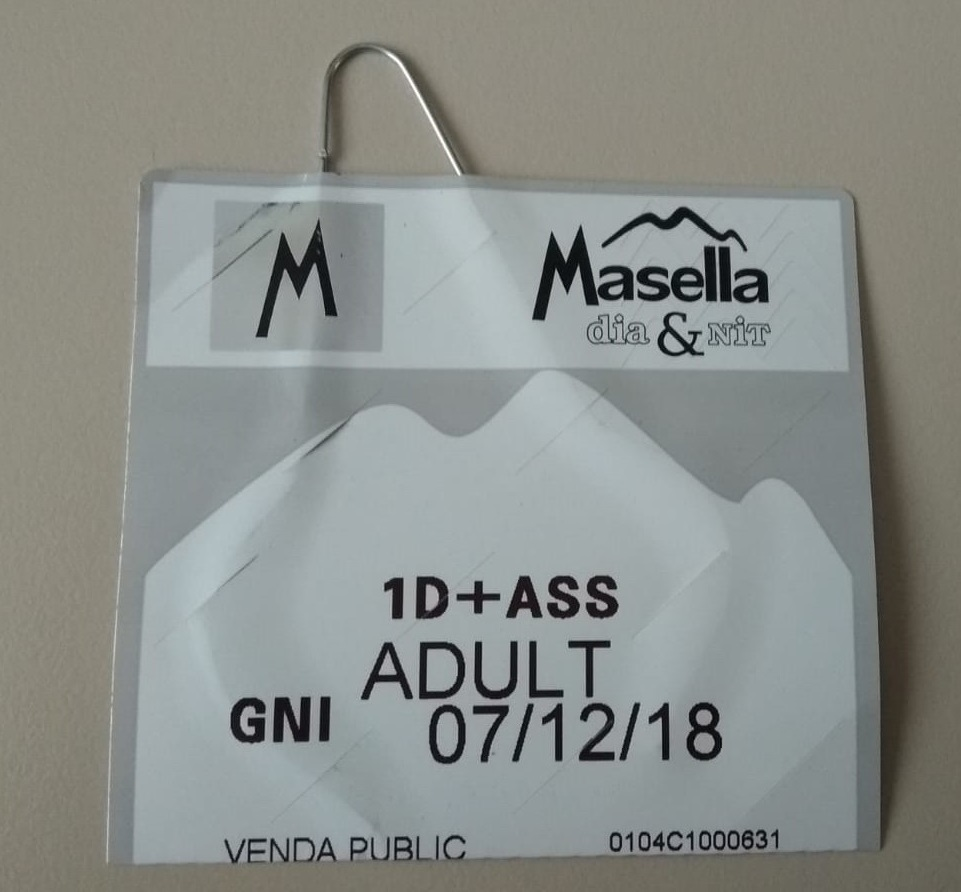
Forfet visible de l'estació d'esquí de Masella (anvers), d'un dia de durada (diürn) amb assegurança d'esquí

Un forfet és un títol de transport vàlid constituït per un bitllet de preu fix que dona dret a utilitzar els remuntadors o les instal·lacions que es trobin obertes, amb submissió a les limitacions pròpies de l'oferta, d'una estació d'hivern durant un temps determinat. Hi ha dos tipus de forfet en funció de la tecnologia emprada, el forfet visible disposat amb un ganxo de filferro, brida de plàstic o de goma, i el forfet mans lliures, disposat en forma de targeta electrònica amb tecnologia RFID.

## Etimologia
Neologisme del francès forfait, equivalent al terme abonament.

## Marc legal

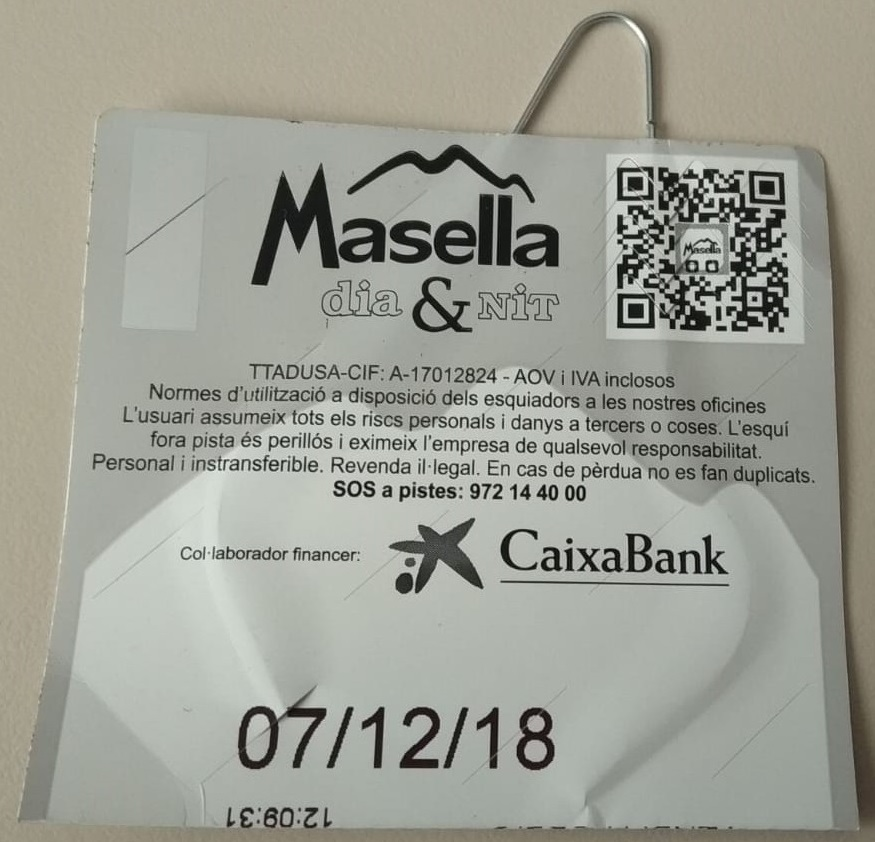
Forfet visible de l'estació d'esquí de Masella (revers), amb les normes i condicions

Un forfet és un contracte que constitueix un títol jurídic que regula i formalitza la relació jurídica entre l'estació i l'esquiador, en comprar-lo les parts estan acceptant unes condicions generals.
La falsificació, revenda, ús d'un forfet falsificat o ús dels remuntadors sense forfet és un fet punible, amb diferents casos amb sentències al respecte.
Els títols de transport poden ser:
- Al portador. Títol de transport pel qual la identificació de l'usuari és totalment absent (solen ser forfets sovint fins a 2 dies). Quan hi ha assegurança d'esquí sempre és nominal.
- Nominal. Títol de transport amb la identificació de l'usuari (en varis dies també fotografia). Els forfets de més de 2 dies solen ser amb identificació personal i/o fotografia que identifica el usuari, on s'hi pot afegir en el moment de l'expedició del forfet, la inclusió voluntària de contractació d'assegurança d'esquí que cobreixi entre altres l'assistència a pistes d'esquí amb l'evacuació de pistes, les primeres cures, i en alguns casos assistència mèdica.

## Drets
Els drets contractuals de l'esquiador no solen estar exposats, a Espanya entre d'altres són:
- Utilització de les instal·lacions que estiguin obertes dintre els horaris d'ús.
- El dret a reclamar les indemnitzacions que siguin procedents pels danys corporals soferts a conseqüència del mal estat dels transports. Als efectes, l'estació d'esquí te contractat una Assegurança Obligatòria de Viatgers (AOV), cost que es repercuteix a l'esquiador en la compra del forfet.[10]
- El dret a reclamar els danys materials a causa del mal estat dels remuntadors. Als efectes, l'estació d'esquí te contractada una assegurança de circulació del transportista (assegurança de responsabilitat civil de l'activitat).[11]

## Obligacions
Les obligacions solen estar exposades al públic en les oficines de venda de les estacions d'esquí o, de vegades, incloses en el revers del document físic emès, a Espanya entre d'altres són:
- Tots els esquiadors han de disposar de forfet encara que tinguin una tarifa bonificada.
- La no transferibilitat del document.
- El deure de conservació o custòdia del document.
- El deure de mostrar el forfet o posar-lo a disposició del personal de l'estació quan sigui requerit.[12]
- El deure d'observança de les normes de l'estació i el respecte als senyals.[13]

## Validesa

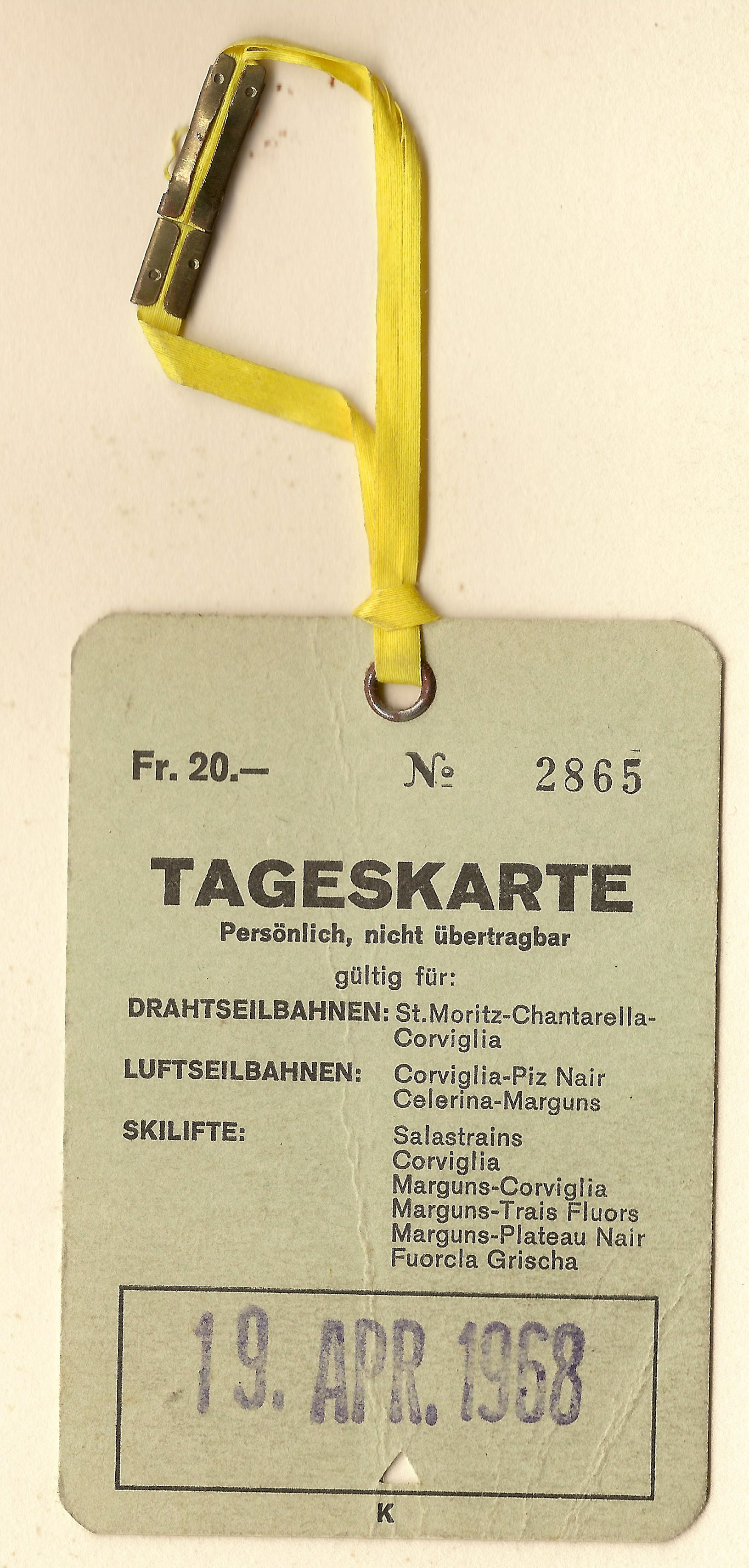
Forfet d'un dia per a l'estació d'Engandin (Suïssa) del 1968

Un forfet penjat d'un període de validesa de 2 dies consecutius o inferior perquè sigui vàlid ha d'estar col·locat en una peça de roba bàsica (mai en complements que podien ser intercanviables amb altres persones: per exemple als guants) de forma correcta, en el cas del forfet penjat amb el filferro o fixament, donant lloc a vídeos educatius que ho expliquen.
Un forfet pot tenir un període de validesa diferent, des d'hores (forfet electrònic), mitja jornada, dia, 2 dies, etc. fins a setmana, 10 dies o temporada (vàlid per tots els dies que resten fins a la finalització de l'activitat en aquell hivern).
També en funció del públic destinatari, de manera que per ús inicial a la pràctica d'esquí/snowboard es més econòmic amb accés sols a remuntadors de debutants, normalment només dona accés a pistes verdes.
Per altra banda, hi ha els dominis esquiables conjunts que són diferents estacions d'esquí (amb els seus forfet propis) interconnectades entre elles que permet a un esquiador esquiar al llarg d'elles amb un sol forfet vàlid a tot o part del domini. La facturació dels operadors sol tenir lloc internament mitjançant claus de distribució o participacions negociades en una empresa de màrqueting conjunta.
En determinades estacions d'hivern el forfet també inclou l'accés amb autocars i altres serveis recreatius, així com formar part d'un paquet turístic (amb estada en hotel i/o classes d'esquí).
Es perd la validesa del document per falsificació, manipulació i ús fraudulent.

## Preus
El preu del forfet depèn de diversos factors:
- Matí, tarda o tot el dia (amb el forfet electrònic també per hores).
- Resident o no resident.
- Diari, setmanal o temporada (amb variants).
- Temporada alta o baixa.
- Edat de l'usuari (jove, adult o major) o familiar.

El preu del forfet inclou l'assegurança obligatòria de viatgers (AOV) i l'IVA. En determinades circumstàncies hi ha tarifes bonificades al 100%, en aquest cas el forfet té el cost d'emissió i de la prima de l'AOV.
En cas de mal temps, perill d'allaus, interrupcions empresarials, bloqueig de sortides, etc., normalment no es dona cap reemborsament.

## Evolució del forfet

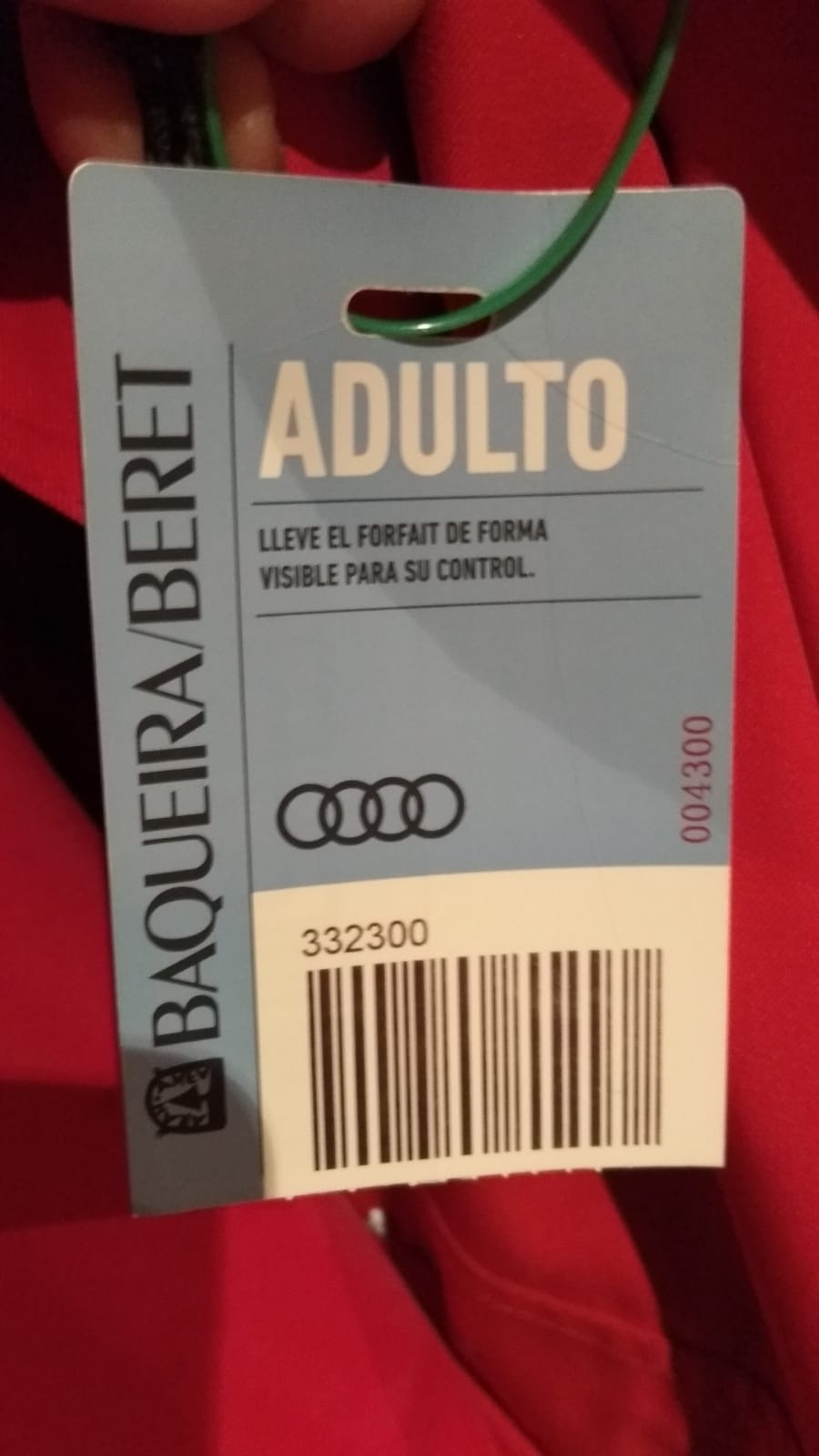
Forfet visible de codi de barres Baqueira Beret.png

El forfet en els seus inicis era un document en format paper que identificava qui podia accedir al remuntador, presentava moltes limitacions entre d'altres, exposició a la intempèrie i a les caigudes a la neu, a més calia mostrar-lo contínuament quan es volia accedir al remuntador, i era transferible (principal mal de cap de les estacions d'esquí).
Posteriorment es va fer amb lligat de corda sellada, grapat o enganxat a la roba, però continuava sent transferible. Fins a l'any 1960 que Martin S. "Charlie" Hanley, empleat de l'estació d'esquí Killington Ski Resort (a Vermont, Estats Units d'Amèrica) va crear un filferro blegat que es posava dins d'un paper plastificat inicialment grapat, posteriorment adhesiu per l'interior, que adheria les parts interiors amb el filferro enmig que prèviament havia passat per una anella o cremallera de la roba (el va patentar a l'any 1966).
La solució del filferro va revolucionar el fixament dels forfets i que es va estendre i imposar arreu del Món durant gairebé 50 anys i fins a la meitat dels anys 2000!. És el forfet penjat.
El baix cost dels filferros i eficiència va provocar que no fos substituït per altres mitjans com brides (emprades minoritàriament), i que restes fins al final del seu ús com a tal.
El forfet penjat era visible i no es degradava. Cada estació d'esquí tenia el seu model de forfet, de mides, colors, logos, text, etc., i gairebé en totes les estacions canviaven el color del forfet cada dia, de manera que a simple cop d'ull podien veure si era hàbil pel dia en que eren.
Molts esquiadors portaven col·locat a la roba on acumulaven diferents filferros amb els seus respectius forfets, creant-se una imatge singular coneguda als Estats Units i Canada com “esquiador gall indi”.
Al 1977 es desenvolupa el primer forfet d'impressió mecànica amb fotografia, que va substituir als forfets escrits a mà.
A principis de la dècada dels vuitanta, es desenvolupa el forfet amb banda magnètica, on calia passar la banda en un lector cada vegada que es volia accedir al remuntador (d'expansió limitada a les estacions d'esquí).
Els mateixos anys van aparèixer els forfets amb codi de barres, on calia mostrar el forfet pel costat del codi de barres i un lector de codi de barres permetia el pas. El primer lloc on es va implantar va ser a l'estació italiana de Super Ski Dolomites.
Aquests sistemes de certa automatització van ser transitoris, fins a l'arribada del forfet electrònic.
A l'any 1987 va aparèixer el primer forfet electrònic amb tecnologia RFID, però requeria de molta proximitat. La regulació del RFID a mitjans dels 90 amb la norma ISO 15693 fa que el mercat es potenciï i es diversifiqui. A l'any 1997 apareixen rellotges que integren el forfet d'esquí (els Snow watch). A l'any 1998 moltes estacions suïsses i austríaques s'equipen en massa.
Finalment, El domini franc-suís de Portes du Soleil incorporen targetes electròniques thermo rewrite, són les primeres targetes reutilitzables.
Els anys 2000 són d'implantació del forfet electrònic a la majoria de les estacions d'esquí.
Aquesta tecnologia de forfet electrònic s'ha imposat arreu i ha anat substituït l'antic forfet visible (ja fos amb de text, banda magnètica o de codi de barres). Ara ja no cal que estigui visible, i només cal que sigui protegit en una butxaca exterior prop d'on serà detectat (la roba d'esquí ha incorporat aquest espai necessari aïllat (lluny per exemple d'aparells telefònics mòbils).
El forfet electrònic en forma de targeta bancaria, incorpora tecnologia de radiofreqüència RFID. El sistema detecta si la targeta és vàlida i permet el pas per accedir al remuntador. Per altra banda, permet quantificar tots els accessos i hores de pas de la targeta, en algunes estacions aquesta informació és pública pel client i pot disposar d'aquesta informació.
Una de les facilitats d'aquests darrers forfets és que són reutilitzables, tenen capacitat de ser recarregats al punt de venda establert o recarregar prèviament a qualsevol hora i des de qualsevol punt de connexió a internet, i en conseqüència evitar la compra diària presencial a guixeta.